# كريستوفر وليامز (لاعب كريكت)
كريستوفر وليامز (15 نوفمبر 1954 في أستراليا - ) (بالإنجليزية: Christopher Williams)‏ هو لاعب كريكت أسترالي. لعب مع نادي مقاطعة بيدفوردشير للكريكت ‏.

## وصلات خارجية
- كريستوفر وليامز على موقع إي آس بي آن كريك إنفو (الإنجليزية)